# John Stewart (DC Comics)
John Stewart is een personage uit DC Comics, en een van de superhelden met de naam Green Lantern. Hij werd bedacht door schrijver Dennis O’Neil en tekenaar Neal Adams. Hij maakte zijn debuut in Green Lantern volume 2, #87 (december 1971/januari 1972).
Stewart is een vast personage in de Green Lantern verhalen. Hij speelt vooral een belangrijke rol als de andere Green Lanterns van de aarde, Hal Jordan en Kyle Rayner, afwezig zijn.

## Biografie
John Stewart was een architect, die door de Guardians werd uitgekozen als back-up Green Lantern voor Hal Jordan. Dit omdat Hals eerste vervanger, Guy Gardner, gewond was geraakt bij een ramp.
Stewarts eerste taak als Green Lantern ging initieel volgens Hal Jordan niet bepaald goed. Hij moest een racistische politicus beschermen. Stewart maakte van de gelegenheid gebruik om de politicus in kwestie zwaar te vernederen. Toch kwam Jordan aan het eind van het incident tot de conclusie dat Stewart een uitstekende keus als Green Lantern was.
Een tijd lang was Stewart een vervanger voor Jordan, en nam de rol van de Green Lantern alleen op zich als Jordan niet beschikbaar was. Hierbij ging hij ook mee op missies met de Justice League.
Toen Jordan in de jaren 80 zijn Green Lantern positie opgaf, werd Stewart fulltime Green Lantern. Stewart vervulde deze taak enige jaren. In die tijd trouwde hij ook met Katma Tui, de Green Lantern van de planeet Korugar. Samen dienden ze in het Green Lantern Corps van de aarde.
Daarna ging het een tijd mis. Johns ring verloor zijn krachten door toedoen van Sinestro, Katma Tui werd vermoord door Star Sapphire, en John werd vals beschuldig van moord en diefstal. Hij werd gevangengezet in een Zuid-Nambiaanse gevangenis, totdat Hal Jordan hem te hulp kwam en Johns ring herstelde.
John verliet hierna de aarde om deel te nemen aan een gebeurtenis genaamd de “Cosmic Odyssey”. Deze missie faalde, waarna John een gebroken man werd die bijna zelfmoord pleegde. Pas na lange tijd was John in staat zichzelf te vergeven voor zijn fouten. Hij groeide hierna uit tot een sterkere, meer complexe held. Hij kreeg de opdracht om de wacht te houden over de "Mosaic World". John wist deze wereld om te bouwen tot een welvarende samenleving. Dit leverde hem de rang op van eerste sterfelijke Guardian onder de naam Master Builder. Maar al snel sloeg het noodlot weer toe. Hal Jordan werd de schurk Parallax, en vernietigde de krachtbron van veel Green Guardians. Ook John verloor zijn krachten.
De krachteloze John werd gerekruteerd door The Controllers om de Darkstars te commanderen. John vervulde deze taak, tot hij van Kyle Rayner een nieuwe krachtring kreeg. Wederom als de Green Lantern sloot hij zich aan bij de Justice League.
Momenteel is John samen met Hal Jordan een van de twee Green Guardians die is toegewezen aan de aardse sector van het universum. Tevens begon John zich bezig te houden met zaken omtrent metahumans.

## In andere media
John Stewart (stem van Phil LaMarr) is een vast personage in de series Justice League en Justice League Unlimited. In deze series is hij een van de zeven oprichters van de League.
De John Stewart in de series is duidelijk anders dan zijn stripversie. Qua persoonlijkheid lijkt hij vooral sterk op Hal Jordan. Zo is hij in de series een voormalige marinier.
Van alle zeven helden in de series had John de meeste afleveringen die vooral om hem draaiden. Dit waren "In Blackest Night", "Legends", "Metamorphosis", "The Savage Time", "Hearts and Minds", "Secret Society", en "Starcrossed".